# Marek Šindelka
Marek Šindelka (ur. 1984 w mieście Polička) – czeski pisarz, laureat Nagrody Jiřího Ortena i dwukrotnie Nagrody Magnesia Litera za prozę w latach 2012, 2017.

## Biografia
Studiował kulturoznawstwo na Wydziale Filozoficznym Uniwersytetu Karola w Pradze oraz scenariopisarstwo na Wydziale Filmowym i Telewizyjnym Akademii Sztuk Scenicznych w Pradze, gdzie kontynuował studia doktoranckie. Za debiut poetycki Strychnin a jiné básně, który napisał jako dwudziestolatek, został wyróżniony Nagrodą Jiřího Ortena. Za kolejne książki Zůstaňte s námi wydaną w 2011 r. oraz Únava materiálu z 2016 r., inspirowaną losem uchodźców, otrzymał nagrodę Magnesia Litera.
Mieszka w Pradze.

## Twórczość
- Strychnin a jiné básně (Strychnina i inne wiersze), 2005, ISBN 80-7185-772-6, Nagroda Jiřího Ortena 2006
- Chyba (Błąd) (2008, ISBN 978-80-87053-18-8
- Zůstaňte s námi  (Zostańcie z nami) 2011, Odeon) – nagroda Magnesia Litera 2012 za prozę
- Mapa Anny (Mapa Anny), 2014, Odeon
- Únava materiálu, 2016, Odeon – nagroda Magnesia Litera 2017 za prozę